# Comté de Calhoun (Géorgie)
Pour les articles homonymes, voir Comté de Calhoun.
Le comté de Calhoun est un comté de Géorgie, aux États-Unis.

## Démographie
| 1860  | 1870  | 1880  | 1890  | 1900  | 1910   |
| ----- | ----- | ----- | ----- | ----- | ------ |
| 4 913 | 5 503 | 7 024 | 8 438 | 9 274 | 11 334 |

| 1920   | 1930   | 1940   | 1950  | 1960  | 1970  |
| ------ | ------ | ------ | ----- | ----- | ----- |
| 10 225 | 10 576 | 10 438 | 8 578 | 7 341 | 6 606 |

| 1980  | 1990  | 2000  | 2010  | - | - |
| ----- | ----- | ----- | ----- | - | - |
| 5 717 | 5 013 | 6 320 | 6 694 | - | - |